# Susie Sharp
Susie Marshall Sharp (ur. 7 lipca 1907 w Rocky Mount,  zm. 1 marca 1996 w Raleigh) – amerykańska prawniczka, pierwsza kobieta na stanowisku Prezesa Sądu Najwyższego Karoliny Północnej. W 1975 roku, wraz z jedenastoma innymi Amerykankami, została uhonorowana tytułem „Człowieka Roku” przez magazyn Time. 
W 1974 roku została pierwszą kobietą, wybraną na stanowisko prezesa Sądu Apelacyjnego stanu Karolina Północna. Nie była pierwszą kobietą, wybraną na podobne stanowisko w Stanach Zjednoczonych, ale pierwszą wybraną w głosowaniu powszechnym. 

## Wczesne lata
Susie Sharp urodziła się 7 lipca 1907 w Rocky Mount, w Północnej Karolinie, jako pierwsza z dziesięciorga dzieci Annie i Jima Sharpów. Kiedy była w drugiej klasie, przeprowadziła się wraz z rodziną do ich rodzinnego hrabstwa Rockingham. W 1924 ukończyła szkołę średnią w Reidsville i rozpoczęła naukę North Carolina College for Women w Greensboro (obecnie Uniwersytet Karoliny Północnej w Greensboro). Dwa lata później, jako jedyna kobieta, rozpoczęła studia prawnicze na Uniwersytecie Karoliny Północnej w Chapel Hill. W 1929 Susie Sharp zdała egzamin państwowy i otrzymała licencję adwokacką oraz rozpoczęła praktykę w kancelarii swojego ojca.